# Lost Horizon (группа)
Lost Horizon — метал-группа из шведского города Гётеборг, исполняющая прогрессив-пауэр-метал исключительно на английском языке. На сегодняшний день группа выпустила два студийных альбома и работает над третьим.

## История
Впервые группа была образована в 1990 году под названием Highlander. Тогдашний состав был следующим: гитарист Войтек Лисицки, вокалист Йоаким Канс, басист Мартин Фуренген и ударник Микаэль Никлассон. Не выпустив в этом составе ни одного альбома, группа просуществовала до 1995 года, пока её деятельность не была приостановлена. В 1998 году группа продолжила свою деятельность в новом составе: оставшиеся в группе гитарист Войтек Лисицки и басист Мартин Фуренген и присоединившийся к ним ударник Христиан Нюквист. Изначально название группы оставалось прежним, однако, поскольку в мире уже существовала немецкая группа Highlander, оно впоследствии было изменено на Lost Horizon.
В 1999 году к группе присоединился вокалист Данил Хейман (en). В июне того же года группа записала свой первый демоальбом, благодаря которому год спустя был заключен контракт с лейблом Music For Nations. Подписан он был 17 марта 2000 года. С этого дня началась работа над первым альбомом.
В 2001 году был выпущен дебютный альбом, Awakening the World, записанный сразу на нескольких студиях. Альбом стал относительно успешным: за первые несколько месяцев было продано более 20.000 копий — это притом, что за это время группа не совершила ни одного тура!
В начале 2002 года началась работа над вторым альбомом. В это время к группе присоединились гитарист Фредрик Ользон и клавишник Аттила Публик. В 2003 году вышел в свет второй альбом группы, названный A Flame to the Ground Beneath. Сразу после его записи группу покинул гитарист Войтек Лисицки, который, однако, вернулся в неё в 2004 году. Вскоре после этого группу покинули вокалист Данил Хейман и гитарист Фредрик Ользон, основав свою хеви-метал группу Heed. Поскольку замены ушедшим участникам подыскано не было, группе пришлось практически полностью прекратить активность. Несмотря на это, об официальном распаде группы объявлено не было.
В начале 2008 года было объявлено о возобновлении активности группы и работе над новым альбомом. Несмотря на то, что замена вокалисту так и не была найдена, а новый контракт с лейблом так и не был подписан, альбом начал записываться на собственные сбережения участников и без вокальных партий с намерением записать их, как только вокалист будет найден. На данный момент на официальном сайте доступны для прослушивания три отрывка из песен будущего альбома.

## Состав
- Войтек Лисицки (пол. Wojtek Lisicki) — гитара (1990—1995, 1998—2003, 2004—наши дни) — Luciferion, Against The Plagues
- Мартин Фуренген (швед. Martin Furängen) — бас-гитара (1990—1995, 1998—наши дни) — Luciferion
- Христиан Нюквист (швед. Christian Nyquist) — ударные (1998—наши дни)
- Аттила Публик (швед. Attila Publik) — клавишные (2002—наши дни)

### Бывшие участники
- Йоаким Канс (швед. Joacim Cans) — вокал (1990—1995) — HammerFall
- Данил Хейман (швед. Daniel Heiman) — вокал (1998—2005) — экс-Fierce Conviction, экс-Crystal Eyes, экс-Destiny, Heed
- Фредрик Ользон (швед. Fredrik Olsson) — гитара (2002—2005) — экс-Destiny, Heed
- Микаэль Никлассон (швед. Michael Niklasson) — ударные (1990—1995)

## Дискография
Студийные альбомы:
- 2001: Awakening the World
- 2003: A Flame to the Ground Beneath

Синглы:
- 2001: Awakening the World — The Sampler
- 2003: Cry of a Restless Soul

## Интересные факты
- Несмотря на то, что Lost Horizon является шведской группой, гитарист и сооснователь Войтек Лисицки родом из Польши.
- Одной из отличительных особенностей группы является внешний вид её участников. Как видно по фотографиям, участники всегда выступают в шипованной коже и в мантиях, голыми по пояс и с разрисованными лицами.
- Каждый участник группы имеет свой псевдоним. Так, Войтек Лисицки носит псевдоним трансцендентальный протагонист (Transcendental Protagonist), Мартин Фуренген называет себя космическим антагонистом (Cosmic Antagonist), Христиан Нюквист известен как сверхъестественный трансмогрификатор (Preternatural Transmogrifier), а Аттила Публик обладает псевдонимом проницательный защитник (Perspicacious Protector). Псевдонимами обладали и некоторые бывшие участники группы: Данил Хейман — неземной храбрец (Ethereal Magnanimus), Фредрик Ользон — Equilibrian Epicurius.